# Équipe de Birmanie féminine de football
Cet article traite de l'équipe féminine. Pour l'équipe masculine, voir Équipe de Birmanie de football.
Maillots
L'équipe de Birmanie féminine de football est l'équipe nationale qui représente la Birmanie dans les compétitions internationales de football féminin. Elle est gérée par la Fédération de Birmanie de football.
Les Birmanes ont participé à 5 éditions de la Coupe d'Asie, sans jamais dépasser le stade de la phase de groupes. Elles n'ont jamais participé à une phase finale de Coupe du monde ou des Jeux olympiques.
Elles remportent à deux reprises le Championnat d'Asie du Sud-Est féminin de football (2004 et 2007) et sont finalistes en 2011, 2012, 2015 et 2025.
Elles sont aussi médaillées d'argent aux Jeux d'Asie du Sud-Est à quatre reprises (1997, 2003, 2005 et 2023) et médaillées de bronze à sept reprises (1995, 2001, 2007, 2009, 2013, 2017 et 2019).

## Classement FIFA
| Année              | 2003 | 2004 | 2005 | 2006 | 2007 | 2008 | 2009 | 2010 | 2011 | 2012 | 2013 | 2014 | 2015 | 2016 | 2017 | 2018 | 2019 | 2020 | 2021 | 2022 | 2023 | 2024 |
| ------------------ | ---- | ---- | ---- | ---- | ---- | ---- | ---- | ---- | ---- | ---- | ---- | ---- | ---- | ---- | ---- | ---- | ---- | ---- | ---- | ---- | ---- | ---- |
| Classement mondial | 45   | 46   | 44   | 44   | 43   | 43   | 43   | 44   | 47   | 47   | 42   | 44   | 44   | 43   | 44   | 44   | 44   | 44   | 47   | 48   | 54   | 55   |
| Classement AFC     | 9    | 10   | 9    | 9    | 9    | 9    | 9    | 9    | 10   | 10   | 9    | 9    | 10   | 10   | 10   | ?    | 10   | 9    | 10   | 9    | 11   | 11   |